# Флигель дома Поркки
Флигель дома Поркки — жилое здание (ранее включавшее и помещения коммерческого назначения) на бульваре Кутузова в Выборге. Небольшой двухэтажный жилой дом с треугольным щипцом, в цокольном этаже которого первоначально размещался магазин, включён в перечень памятников архитектуры.

## История
Участок, на котором расположено здание, до конца XIX века относился к Петербургскому форштадту — выборгскому предместью с нерегулярной деревянной застройкой. После сноса устаревших укреплений Рогатой крепости выборгским губернским землемером Б. О. Нюмальмом в 1861 году был разработан городской план, согласно которому сформировалась сеть новых прямых улиц, разделивших территорию бывшего форштадта на участки правильной формы. Передел границ владельческих участков со сносом старых деревянных домиков заняли много лет: только в конце 1890-х годов Александра Поркка заказала архитектурному бюро «Emil Gustafsson & Allan Schulman» проект городской усадьбы, ставшей одной из первых заметных построек на вновь проложенном широком бульваре.
Так 1898 году на угловом участке, принадлежавшем А. Поркке, появилось трёхчастное сооружение, состоящее из двух каменных флигелей и одноэтажного деревянного жилого дома между ними. При оформлении фасада городской усадьбы Эмилем Густафсоном и Алланом Шульманом использованы элементы разных архитектурных стилей средневековой Европы с заметным влиянием романтических традиций неоготической и неороманской архитектуры. Асимметричность фасада с удачно подобранными пропорциями подчёркивалась различием в этажности и разной высотой треугольных фронтонов.
Краснокирпичный флигель, обращённый фасадом к бульвару, изначально имел три различных входа: один, с улицы — в обувной магазин на цокольном этаже, и два в квартиры (по одной на этаже) — со двора. Из трёх усадебных корпусов этот флигель в два окна с треугольным щипцом и ступенчатым карнизом высокой кровли — единственное строение, внешний вид которого не претерпел значительных изменений: деревянный дом и второй флигель были надстроены и оштукатурены, утратив в ходе реконструкций значительную часть декоративных элементов.
В ходе советско-финских войн (1939—1944) жилой флигель с магазином не получил значительных повреждений, и после ремонта 1947—1948 годов был введён в эксплуатацию в качестве жилого дома, получив отдельный адрес: бульвар Кутузова, дом 41. Вход в бывший обувной магазин был заложен, но в целом фасад мало изменился, сохранив привлекательный «средневековый» облик с такими характерными элементами, как высокая кровля, круглое окно-люкарна в тимпане щипца, розетки на сандриках, а также сочетание тёмного облицовочного кирпича и белой гладкой штукатурки.
По мнению искусствоведа М. И. Мильчика, несмотря на миниатюрные размеры дома и рядовое положение в застройке, выразительность декора уличного фасада заслуживает высокой художественной оценки. Здание, примыкающее к внушительному дому компании «Куллерво», играет важную роль в композиции исторической застройки Выборга, активно участвуя в формировании красной линии бульвара Кутузова.